# 碱玄岩

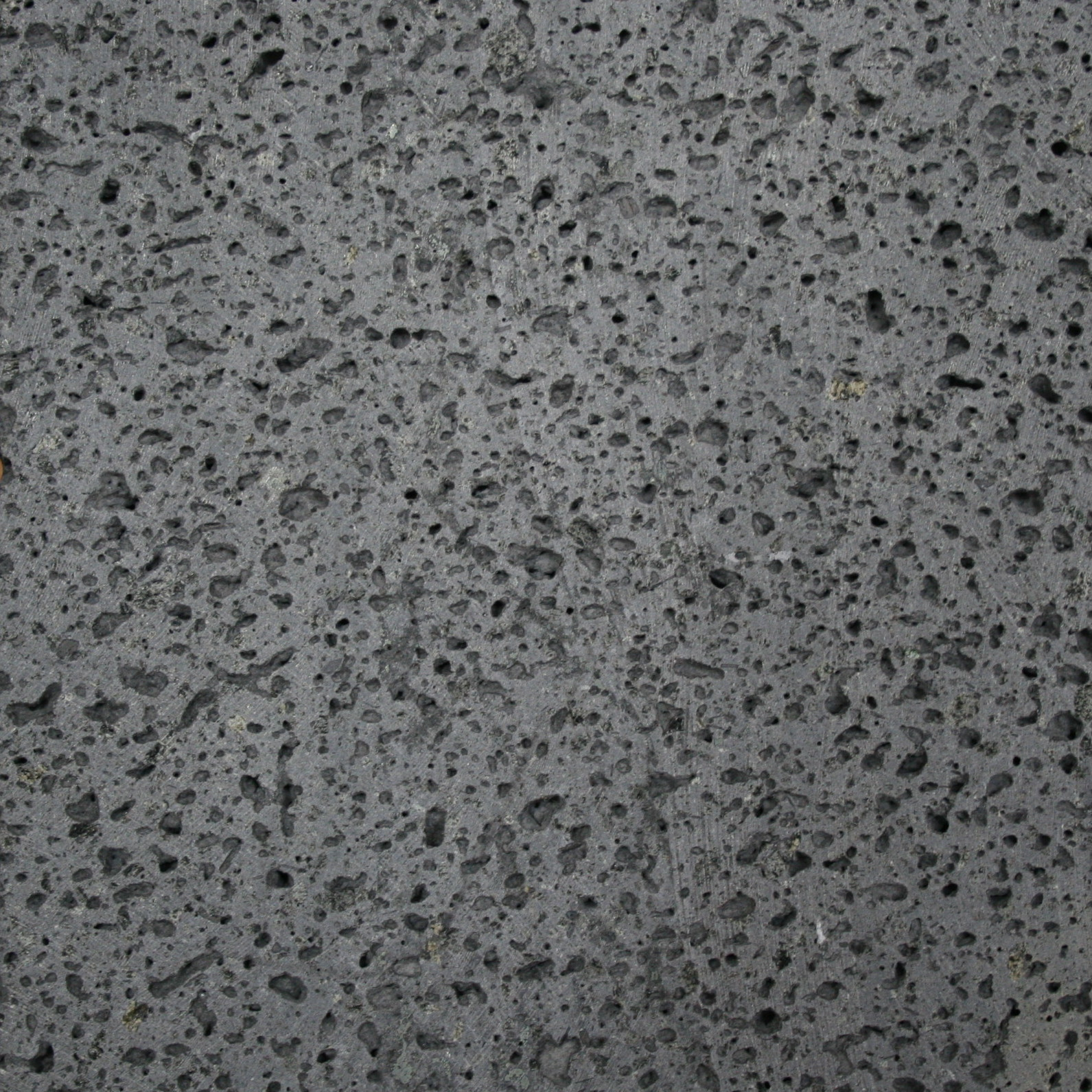
白榴石，来自德国迈恩艾费尔山的碱玄岩。

碱玄岩（英語：Tephrite）是一种火成岩，具有隐晶质至斑状质地，矿物通常富含似长石（白榴石或霞石）、斜长石和碱含量较少的长石。其常见副矿物为辉石（单斜辉石），但不存在石英和橄榄石。产地包括德国海德堡内卡雷尔茨附近汉贝格的白榴石/霞石碱玄岩、意大利巴西利卡塔大区武尔图雷山（Monte Vulture）的响岩碱玄岩和纳米比亚的侵入性碱玄岩。